# Edwardsia arenosa
Espèce
Edwardsia arenosa est une espèce de la famille des Edwardsiidae.

## Systématique
Le nom valide complet (avec auteur) de ce taxon est Edwardsia arenosa Klunzinger, 1877.

## Publication originale
- Klunzinger, C. B. (1877). Die Korallthiere des Rothen Meeres. 1: Die Alcyonarien und Malacodermen. Gutmann'schen Buchhandlung. Berlin. pp. 98. lire